# 碱菀属
碱菀属（学名：Tripolium）是菊科下的一个属，为一年生草本植物。该属仅有碱菀（Tripolium vulgare）一种，分布于欧洲、亚洲及北美洲和非洲北部。